# Gmina Fremont (hrabstwo Bremer)

Położenie Gminy Fremont w hrabstwie Bremer

Gmina Fremont (ang. Fremont Township) – gmina w USA, w stanie Iowa, w hrabstwie Bremer. Według danych z 2000 roku gmina miała 1 788 mieszkańców. 